# Farmakologi
Farmakologi (dansk: lægemiddellære) er læren om lægemidler. Ordet stammer fra de græske ord phármakon (φάρμακον) "lægemiddel" og logos (λόγος) "lære".
Farmakologi kan opdeles/underinddeles på to forskellige måder: Enten i almen/basal farmakologi og speciel/klinisk/organrelateret farmakologi eller i farmakokinetik og farmakodynamik.
- Almen/basal farmakologi: Den almene eller basale farmakologi beskriver de forhold, der i princippet er ens for alle lægemidler, fx optagelse, fordeling, udskillelse og virkningsmekanismer.

- Speciel/klinisk/organrelateret farmakologi: Den specielle, kliniske eller organrelaterede farmakologi giver en systematisk gennemgang af de underordnede lægemiddelgruppers egenskaber, fx indikationer, virkninger, doseringsforhold, bivirkninger og interaktioner.

- Farmakokinetik: Farmakokinetikken er kort sagt læren om lægemidlers skæbne i organismen – eller hvordan organismen påvirker lægemidlet. Farmakokinetik beskriver således de processer, som et lægemiddel gennemgår i organismen under sin passage fra indgiftssted til udskillelsessted. Kinetikken giver således en forståelse af, hvad der sker med lægemidler i menneske- eller dyreorganismer – herunder hvordan de optages (absorberes), fordeles (distribueres), omdannes (metaboliseres) og udskilles (elimineres).

- Farmakodynamik: Farmakodynamikken er kort sagt læren om lægemidlers virkning i/på organismen – eller hvordan lægemidlet påvirker organismen. Farmakodynamik beskriver således de(n) reaktion(er), som opstår i organer, væv eller celler efter indgift af et lægemiddel.

## Farmakologi på danske uddannelser
Læger (cand.med.'er), der har videreuddannet sig til speciallæger i det medicinske speciale klinisk farmakologi, har gennemført mange års teoretisk og praktisk uddannelse i farmakologi – først på selve lægegrunduddannelsen og dernæst især på 5-årige farmakologuddannelse (speciallægeuddannelsen i klinisk farmakologi). Sådanne speciallæger kaldes for kliniske farmakologer.
Den videregående uddannelse til farmakonom (lægemiddelkyndig) sigter primært mod farmakologi. Farmakologi er med i alt 44 ECTS-points hovedfaget på farmakonomuddannelsen, svarende til godt 25% af hele farmakonomstudiet.
Den videregående uddannelse til farmaceut (cand.pharm.) sigter primært mod fag som farmaci (lægemiddelfremstilling) og kemiske fag, men indeholder derudover også en vis portion farmakologi. Farmakologi udgør i alt ca. 19,5 ECTS-points på farmaceutuddannelsen, svarende til ca. 6,5% af hele farmaceutstudiet.
Desuden bliver der undervist i farmakologi i varierende omfang for studerende på de videregående uddannelser til tandlæge (7,5 ECTS-points), dyrlæge (12,5 ECTS-points), sygeplejerske (8 ECTS-points), optometrist (optiker) (5 ECTS-points), klinisk tandtekniker (5 ECTS-points), tandplejer (10 ECTS-points) og jordemoder (2,5 ECTS-points).
I begrænset omfang undervises elever på erhvervsuddannelserne til social- og sundhedsassistent, veterinærsygeplejerske, ambulanceassistent og ambulancebehandler ligeledes i farmakologi.